# کریستوف دستروهات
کریستوف دستروهات (انگلیسی: Christophe Destruhaut؛ زادهٔ ۲۴ ژانویهٔ ۱۹۷۳) بازیکن فوتبال اهل فرانسه است.
از باشگاه‌هایی که در آن بازی کرده‌است می‌توان به باشگاه فوتبال تولوز، باشگاه فوتبال لو آور، و باشگاه فوتبال آژاکسیو اشاره کرد.